# Ivanciîți, Zaricine
Ivanciîți (în ucraineană Іванчиці) este un sat în așezarea urbană Zaricine din regiunea Rivne, Ucraina.

## Demografie
Componența lingvistică a localității Ivanciîți
     Ucraineană (98,95%)
     Alte limbi (1,06%)
Conform recensământului din 2001, majoritatea populației localității Ivanciîți era vorbitoare de ucraineană (98,95%), existând în minoritate și vorbitori de alte limbi.